# Leonardo Donno
Leonardo Donno (Galatina, 21 luglio 1985) è un politico italiano, deputato per il Movimento 5 Stelle dal 2018.

## Biografia
Diplomato presso l'istituto tecnico commerciale statale "Michele La Porta" di Galatina (LE), avvia in giovane età un'attività nel settore degli impianti tecnologici.    

### Attività politica
In occasione delle elezioni politiche italiane del 2018 si candida alle "parlamentarie" del Movimento 5 Stelle ricevendo 216 preferenze, alle spalle del parlamentare uscente Diego De Lorenzis; inserito in lista al terzo posto, viene eletto deputato nel collegio plurinominale Puglia - 02.
Dal 13 giugno al 21 giugno 2018 è membro della Commissione speciale per l'esame degli atti urgenti presentati dal Governo in sostituzione di Davide Crippa.
Dal 21 giugno 2018 è membro della V Commissione (Bilancio, Tesoro e Programmazione) della Camera dei deputati, in cui ricopre la carica di Capogruppo per il Movimento 5 Stelle a partire dal giugno 2019.
A seguito della riorganizzazione interna del Movimento 5 Stelle voluta dall'allora capo politico Luigi Di Maio, viene eletto Facilitatore alle Relazioni Interne per la regione Puglia il 21 gennaio 2020.
Il 30 luglio 2020 presenta le proprie dimissioni da Capogruppo in V Commissione, in seguito alle elezioni di metà legislatura dei Presidenti e Vicepresidenti delle Commissioni di Camera e Senato..
Il 30 aprile 2021 viene nominato dal Presidente della Camera Roberto Fico a far parte della Commissione parlamentare di inchiesta sulla morte di David Rossi.
A giugno del 2022 viene nominato coordinatore regionale del Movimento 5 Stelle in Puglia da Giuseppe Conte.
A seguito della caduta del governo Draghi, il 21 luglio 2022 vengono sciolte le Camere e indette nuove elezioni. Si ricandida con il Movimento 5 Stelle. Alle "parlamentarie" interne al M5S risulta in Puglia il più votato tra i candidati alla Camera dei Deputati, ottenendo 944 preferenze (oltre 400 preferenze in più rispetto alla seconda candidata). 
Capolista per il Movimento 5 Stelle nel collegio Camera dei deputati P04 plurinominale in Puglia, alle elezioni politiche del 2022 viene rieletto deputato per il secondo mandato.
Il 12 giugno 2024, mentre alla Camera si stava discutendo animatamente circa l'autonomia differenziata, si avvicina al deputato Calderoli (Lega), con in mano la bandiera d'Italia, cantando l'inno di Mameli, viene intimato di lasciare l'aula, questa provocazione fa scatenare una rissa nel corso della quale il deputato Donno dichiara sia stato aggredito e ferito da un gruppo di parlamentari tra cui Igor Iezzi (Lega), sospeso per 15 giorni dall'Aula di Montecitorio, e Federico Mollicone di Fratelli d'Italia.